# Ordre de succession à l'ancien trône d'Iran
Pour les articles homonymes, voir Trône (homonymie).
La monarchie iranienne a été renversée à la suite de la révolution islamique de 1979, le Shah Mohammad Reza Pahlavi s'est exilé. 

## Ordre de succession selon la dynastie Pahlavi
Sous la dynastie Pahlavi, la loi de succession disposait que le Shah devait professer la foi islamique, sa mère devait être une citoyenne iranienne, musulmane et non issu de la précédente dynastie Qajar, ce qui exclut les fils que Reza Shah a eu de ses cinquième et sixième épouses et leurs descendants mâles. À l'exception de Mohammad Reza Shah, seul le prince Alireza Pahlavi était éligible parmi les fils de Reza Shah. À sa mort, seuls ses fils sont éligibles. Mais la mère du prince Patrick Ali Pahlavi (neveu de Mohammad Reza Shah) n'est pas une citoyenne iranienne de naissance et le parlement iranien n'avait pas approuvé ce terme juridique (ایرانی الاصل) pour elle (contrairement à la princesse Fawzia Fuad d'Egypte, première épouse de Mohammad Reza Shah). Par conséquent, le prince Patrick Ali Pahlavi n'est pas éligible. De plus, le prince Patrick Ali Pahlavi a également épousé une femme non iranienne et ses fils sont confrontés au même problème, même si une exception est faite pour le prince Patrick Ali Pahlavi. Ainsi, le prince Reza Pahlavi est la seule personne éligible restante. Avec sa mort, personne ne peut prétendre au trône, même théoriquement. 
- Mohammad Reza Pahlavi (1919–1980)
  - Prince Reza Pahlavi, prince impérial d'Iran (né en 1960)

 Étant donné que la revendication moderne exige une nouvelle constitution, les statuts n'ont donc pas nécessairement à être conformes à la constitution précédente au cas où la monarchie serait rétablie, de nouvelles règles de succession pourraient être établies,,.

### Ordre de succession en février 1979
- Reza Shah Pahlavi (1878–1944)
  -  Mohammad Reza Shah Pahlavi (1919-1980)
    - (1) Prince Reza Pahlavi, prince impérial d'Iran (né en 1960)
    - (2) Prince Ali-Reza Pahlavi (1966-2011)

## Ordre de succession selon la dynastie Qajar
La dynastie Qajar a été déposée en 1925 avec la montée de Reza Shah sur le Trône du Soleil. La Constitution iranienne de 1906 établit la succession des princes dont la mère est une princesse Qajar d'origine perse. Seuls les hommes sont autorisés à réussir. 
- Muhammad Ali Shah (1872–1924)
  -  Ahmad Shah Qajar (1898–1930)
  - Mohammad Hassan Mirza (1899–1943)
    - Hamid Mirza (1918-1988)
      - Mohammad Hassan Mirza II (né en 1949)
        - (1) Prince Arsalan Mirza (né en 1980)

  - Prince Sultan Mahmud Mirza (1905–1988)
    - (2) Prince Muhammad Ali Mirza (né en 1942)